# 哱承恩
哱承恩（？—1592年），明朝蒙古族将领，哱拜的儿子。
明神宗万历十七年（1589年），哱拜致仕，哱承恩袭为副总兵。万历十九年（1591年），青海蒙古火落赤、真相台吉多次击败明军，顺义王撦力克西征相助，洮河危机，周御史推荐哱承恩参加征讨蒙古。于是跟随父亲所领三千苍头军随征。哱氏父子立战功，但巡抚党馨侵扣其军粮、装备、军马。党馨以强娶民女为妾的罪名，对哱承恩加以捶挞，万历二十年（1592年）二月，哱承恩举兵反明，是为宁夏之役。哱承恩占据宁夏城（今宁夏银川），任副总兵。率兵攻取玉泉营（位于银川西南），攻占中卫、广武之地。在明朝官军反击下，退守宁夏城，其母施氏劝他归降，他表示拒绝，设伏兵劫取明军粮二百余车。六月，李如松等所率辽东、宣府、大同、山西、浙江、湖广（苗兵）诸路军围攻宁夏，哱承恩与其父哱拜闭城坚守，用大炮弓箭抵御明军。八月，明军水攻，城中开始缺粮。九月，水漫崩城北关，哱承恩率领重兵至北关作战，南关失守。明军用反间计，哱承恩杀其党许朝等，部下离心，城破，拥苍头军想要至军门去见监军御史梅国桢谈判，被明朝参将杨文所擒获。十一月，在西安被处决。